# Apothechyla carbo
Apothechyla carbo är en tvåvingeart som först beskrevs av Walker 1851.  Apothechyla carbo ingår i släktet Apothechyla och familjen rovflugor. Inga underarter finns listade i Catalogue of Life.